# 151P/Helin
La comète Helin, officiellement 151P/Helin, est une comète périodique du système solaire, découverte le 24 août 1987 par Eleanor Francis Helin.